# Athetis tristifascia
Athetis tristifascia là một loài bướm đêm trong họ Noctuidae.